# كاثرين ماردن
كاثرين ماردن هي كاتبة كندية  وناشطة ومحامية.
ولدت كاثرين ماردن في أوكلاهوما ، لكنها قضت سنوات عديدة تعيش في سانت بطرسبرغ, فلوريدا.  وهي تعيش حاليا في كندا.تشمل خلفيتها الأكاديمية درجة البكالوريوس في العلوم الزراعية من جامعة أوكلاهوما، حاصلة على الدكتوراه في القانون من جامعة أوكلاهوما ، درجة البكالوريوس في الفنون من جامعة نيومان. وهي تعمل حاليا للحصول على درجة الماجستير في الدراسات اللاهوتية من كلية نيومان اللاهوتية في ادمونتون, ألبرتا, كندا.  من المفترض أن ماردون ناشطة اجتماعية تمتلك عزيمة، بعد أن عملت لصالح  المزارعين الأسريين في منظمات  المسكونية للمشردين وكمتحدثة على قضايا العدالة الاجتماعية. تم قبولها في أوكلاهوما بار في عام 1988. كما شملت  ممارساتها القانونية أعمال محكمة الأبرشية وطعون بعقوبة الإعدام ، ومجموعة متنوعة من مخاوف انخفاض الدخل . ماردن هي أيضا من ذوي الخبرة في تدريب الوساطة المسؤولة عن توظيف  وتدريب وإشراف وتقييم  أكثر من 180  الوسطاء المتطوعين.

## الحياة الشخصية
بعد معاناتها من الإصابة التي تركتها عاجزة بعض الشئ، أصبحت من المدافعين عن حقوق  العاجزين . وهي حاليا متزوجة من زميلها الكاتب والناشط أوستن ماردن، وقد شاركت في كتابة العديد من الكتب معه.

## الجوائز والتكريم
- جائزة ريجنت للباحث المتميز - جامعة ولاية أوكلاهوما
- ميدالية ماريان  مؤتمرالوطني للأساقفة الكاثوليك
- ميالية اليوبيل الماسي للملكة اليزابيث الثانية (2012)
- ضابطة الأبرشية رابطة النساء الكاثوليكيات
- جائزة أبرشية ادمنتون
- الرئيس السابق – رابطة النساء الكاثوليكيات، سانت الفونسوس، ادمونتون
- الرئيس السابق – مساعدة قدامى المحاربين في الحروب الخارجية